# Pandora: First Contact
Pandora: First Contact (с англ. — «Пандора: Первый контакт») — глобальная пошаговая стратегия, разработанная независимой компанией Proxy Studios. Выпуск состоялся 14 ноября 2013 года. Игра является «духовным сиквелом» «Sid Meier's Alpha Centauri», хотя некоторые элементы заимствованы из «Sid Meier's Civilization IV» и «Sid Meier’s Civilization V». Как и в «Alpha Centauri», игроку предстоит управлять одной из нескольких фракций высадившихся на экзопланете Пандора (или Нашира 667 Cc) в системе Гамма Козерога за 139 световых лет от Земли

## Обзор
Как и в «Alpha Centauri», задача игрока — строить и улучшать поселения на новой планете, изучать новые технологии и создавать войска для борьбы с конкурентами и местной живностью. Ячейки в игре являются шестигранными. Границы территории фракции определяются количеством населения в городах. В качестве денежной единицы используется энергия. Кроме энергии, необходимо собирать еду, чтобы прокормить колонистов, и минералы для поддержания промышленности.
Существует редактор юнитов, позволяющий либо улучшать юниты новыми технологиями, либо создавать новые виды войск. Например, поначалу пехота вооружена пулевым оружием, которое более эффективно против биологических врагов (местная жизнь и другие солдаты). Можно создать новые вид пехоты, вооружённый противотанковым оружием для борьбы с броневой техникой, однако это оружие менее эффективно против биологических врагов. Таким образом можно создать армию из смешанных войск. Уже созданных юнитов можно улучшать до новых «шаблонов». Следует заметить, что авиация в игре работает по тому же принципу, что в «Alpha Centauri», а не в «Civilization V», то есть истребители могут двигаться и атаковать как обычные юниты, но должны вернуться в город в течение двух ходов. В игре нет отдельной категории артиллерийских юнитов, но артиллерийским орудием можно оборудовать танк, который затем функционирует как артиллерия.
Местная жизнь на Пандоре состоит из разнообразных опасных животных видов и грибка. Пребывание на ячейках с грибком наносит повреждения юнитам. Местная живность поначалу довольно пассивна, однако её агрессивность постепенно возрастает даже без агрессии со стороны людей. При затмении местные животные совершают постоянные набеги на поселения людей, и даже появляются доселе неизвестные виды. Юниты с определённым устройством могут приручить побеждённых местных существ. Чтобы остановить появление новых местных существ, необходимо искать ульи и уничтожать их вместе с королевами.
В поздней стадии игры на орбите Пандоры открывается портал, из которого появляются мессари — могущественные пришельцы, чьи предки покинули Пандору (свою прародину) тысячи лет назад. Войска мессари довольно сильные, и они обычно сосредотачивают их на сильнейших фракциях людей. Чтобы остановить нашествие, необходимо уничтожить порталы, через которые поступают новые войска мессари.
В игре возможны три вида победы: экономическая (набрать достаточно энергии, чтобы купить 75 % экономики других фракций), научная (изучить 75 % технологий) и военная (управлять 75 % населения планеты).

## Сюжет
Начало XXII века. Полезные ископаемые Земли на исходе. Большая часть ресурсов добывается в Поясе астероидов. Былые государства Земли практически перестали существовать, вся власть в руках могущественных корпораций и искусственных интеллектов. В 2081-м году на Земле принимают сигнал от межзвёздных зондов, посланных НАСА за много лет до этого. В системе Гамма Козерога обнаружена землеподобная планета, богатая полезными ископаемыми и, возможно, жизнью. Корпорация «Ноксиум», обладающая монополией в Солнечной системе, нарекает новый мир Пандорой и начинает строить межзвёздные корабли использующие пузырь Алькубьерре, чтобы разгоняться до 70 % скорости света. Частная военная компания Империум, не желая оставаться в стороне, угоняет корабль-прототип, после чего «Ноксиум» начинает продажу новых кораблей на рынке. Хотя группа экологических активистов под названием Терра Сальвум не обладает достаточными финансами, чтобы приобрести корабль, однако их агенты в корпорации выкрадывают планы корабля, позволяя активистам построить свой собственный.
Корабли прибывают на орбиту Пандоры в 2116-м году (2107 по корабельному времени).